# Africocypha centripunctata
Africocypha centripunctata – gatunek ważki z rodziny Chlorocyphidae. Występuje w zachodnim Kamerunie; w 1961 i 1962 roku odnotowano stwierdzenia w południowo-wschodniej Nigerii (jest to miejsce typowe), ale nie wiadomo, czy nadal tam występuje.